# Ericovy kalhotky
Ericovy kalhotky (v anglickém originále Eric's Panties) je 6. díl 3. série seriálu Zlatá sedmdesátá (celkově je to 57. díl). Poprvé byl v USA odvysílán 21. listopadu 2000 na stanici Fox, v ČR měl premiéru v roce 2010 na stanici HBO. Jako v každém dílu seriálu zazněla ústřední píseň „Out The Street od Cheap Trick“, , kterou zpívají teenageři v Ericově autě. Epizoda trvala 22 minut, režíroval ji David Trainer.

## Děj
Eric dělá projekt s krásnou spolužačkou Shelly. Tráví s ní kvůli tomu spoustu času a nemá skoro vůbec čas na Donnu. Donně to kupodivu nevadí a je naprosto klidná, když je Eric se Shelly. To Erica znepokojuje. Donna našla ve Vista Cruiseru kalhotky a hned si myslela, že jsou Shellyiny. Šla za Ericem do restaurace, kde se Shelly byl a v ruce držela kalhotky a vyčítala mu, že ji podvádí. Shelly však řekla, že její kalhotky to nejsou a že nosí bílé kalhotky s růžičkou uprostřed; to vyvolalo u kluků sexy představu.
Když Donna odcházela vynadat Ericovy, byla u ní doma Jackie. Říkala její matce, proč Donna odcházela a Midge se přiznala, že ty kalhotky byly její a že spala s Bobem ve Vista Cruiseru. Jackie a Midge šly rychle za Donnou, ale Donna už se ztrapnila před celou restaurací. Eric pak vyčistil celé auto a během toho našel ještě Bobovy spodky.
Doktor zjistil, že Red má příliš vysoký tlak a tak se Kitty rozhodla, že mu bude vařit jen dietní a zdravá jídla. Red však svou dietu nevydrží a potají jí hamburgery v garáži, nebo když se Kitty nedívá, dává mu Laurie kousnout do svého kuřete. Dlouho mu to však nevydrželo, protože Hyde ho prozradil.